# Kathleen & May
Le Kathleen & May est une goélette à trois mâts en bois construite en 1900 à Connah's Quay, Chester, dans le pays de Galles au Royaume-Uni.
C'est le dernier navire commercial du Royaume-Uni à voile qui navigue encore. Il est classé monument historique par le National Historic Ships UK.

## Histoire
Elle fut lancée sous le nom de Lizzie May pour une société de cabotage locale, la Coppack Brothers and Co., pour des cargaisons en vrac de charbon, kaolin, ciment, briques, engrais et grain entre les ports des Îles britanniques.
En 1908, elle est rachetée par Martin J. Fleming d'Youghal en Irlande. Elle prend le nom de Kathleen & May, prénom de ses filles.
En 1931, elle est revendue au capitaine William Jewell du comté de Devon. Équipée d'un moteur diesel et subissant des travaux importants, elle continue le transport de marchandises jusqu'en 1960, date à laquelle elle est retirée du service actif.
En 1998, acheté par son propriétaire actuel Steve Clarke, le Kathleen & May est remorqué à Bideford. Une rénovation complète est mise en place pour permettre à la goélette de naviguer de nouveau pour le tourisme local. La restauration s'achève en 2002. Le voyage inaugural a lieu en juillet 2002 durant le festival maritime au port d'Youghal en juillet 2002.
Le Kathleen & May est présent aux divers rassemblements de vieux gréements comme le Brest 2008 et Tonnerres de Brest 2012.

## Commerce écologique
De 2008 à 2010, il a été affrété, comme le Belem et l’Étoile de France, par la Compagnie de Transport Maritime à la Voile (CTMV) , ancienne compagnie maritime française spécialisée dans le transport maritime du vin et spiritueux en bouteille.